# Chironomus tenuicaudatus
Chironomus tenuicaudatus är en tvåvingeart som beskrevs av Maurice Emile Marie Goetghebuer 1950. Chironomus tenuicaudatus ingår i släktet Chironomus och familjen fjädermyggor.
Artens utbredningsområde är Belgien. Inga underarter finns listade i Catalogue of Life.